# 轻率漠视重力
《轻率漠视重力》是Dejobaan Games于2009年9月在Windows平台推出的模拟游戏。游戏设定于虚构的2011年波士顿，玩家从最高建筑定点跳伞获得最高分。

## 评价
游戏所获评价总体正面，游戏在Metacritic和GameRankings的汇总得分分别为81/100和82%。